# Ophelia rullieri
Ophelia rullieri är en ringmaskart som beskrevs av Bellan 1975. Ophelia rullieri ingår i släktet Ophelia och familjen Opheliidae. Inga underarter finns listade i Catalogue of Life.